# KEMA

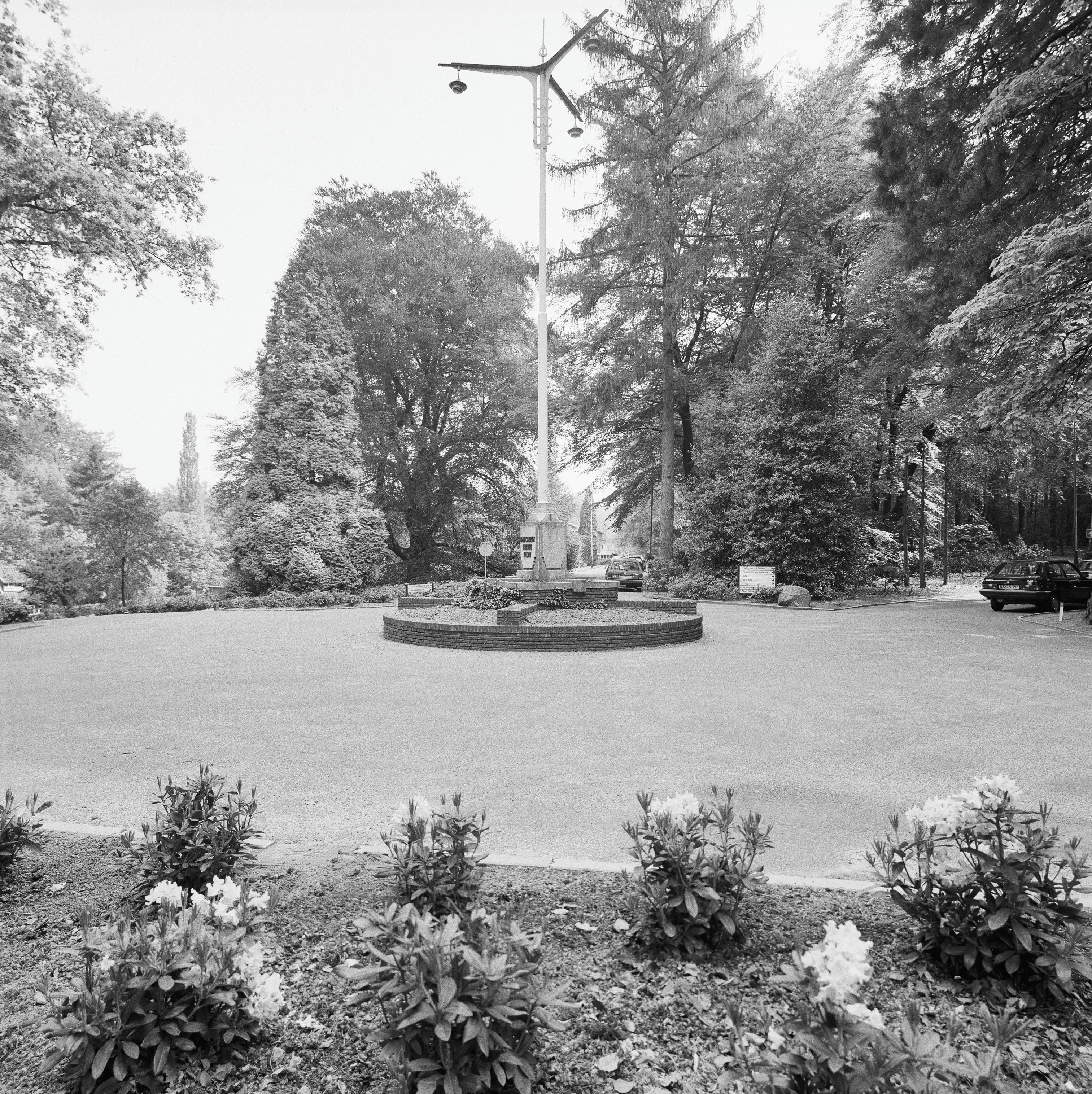
Lichtmast op het KEMA-terrein in Arnhem

KEMA Labs is een wereldwijd opererend test- en adviesbureau op het gebied van energie. KEMA werd in 1927 in Arnhem opgericht als de N.V. tot Keuring van Elektrotechnische Materialen Arnhem. In 2011 is KEMA door het Noorse bureau Det Norske Veritas (DNV) overgenomen. Eind 2019 en begin 2020 kwam KEMA in handen van het Italiaanse bedrijf Centro Elettrotecnico Sperimentale Italiano (CESI SpA).

## Activiteiten
Aanvankelijk startte KEMA als keuringsinstituut voor de Nederlandse elektriciteitssector met het testen van elektrische apparatuur onder het merk KEMA-KEUR. Uiteindelijk verkreeg KEMA een groot aantal dochterbedrijven en vertegenwoordigingen in meer dan 20 landen op het gebied van onderzoeksdiensten en adviesdiensten aan overheid en bedrijfsleven wat opwekking, transport en eindgebruik van energie betreft.
Voorbeelden van diensten en onderwerpen waren:
- Transport, distributie en (groot)verbruik van aardgas en biogas
- Energieopwekking
- Inspectie van componenten voor transmissie en distributie van energie (hoogspanningsmasten, onderstations en dergelijke)
- Testen van hoogspanningsapparatuur en de uitvoering van kortsluitproeven
- Kalibratie meetinstrumenten
- Energiebeleid
- Energiegebruik
- CO2 en klimaat
- Veiligheid, gezondheid en milieu

In het verleden heeft KEMA ook deelgenomen aan activiteiten in verband met kernenergie. Zo bouwde zij in de jaren 1960 en 1970 de KEMA Suspensie Test Reactor, een kleine kernreactor voor onderzoeksdoeleinden op het terrein in Arnhem. KEMA nam tot 2006 deel in de Nuclear Research and Consultancy Group, die de kernreactoren in Petten (Noord-Holland) beheert. Radioactief afval uit de laboratoria (onder meer radioactief besmette kleding en voorwerpen) werd in de jaren 1957 tot en met 1972 in kuilen rondom de testlaboratoriums begraven. Nadat de gevaren van dit afval kenbaar werden, werd in 1982 besloten om het afval, circa 70 m³, af te graven en op een daarvoor aangewezen plaats in de Atlantische Oceaan te dumpen.

## Eigenaren
Aandeelhouders in KEMA waren vooral (en aanvankelijk alleen maar) Nederlandse nutsbedrijven. Diverse grootaandeelhouders in KEMA, waaronder Eneco, Essent en DELTA, besloten in 2011 hun aandelen te verkopen aan het Noorse certificeringsbureau Det Norske Veritas (DNV). Netwerkbedrijf Alliander in Arnhem en Cogas in Almelo verkochten hun belang niet. DNV verkreeg een meerderheidsbelang van 74,3%. Na de transactie was de verdeling van de aandelen als volgt:
- Det Norske Veritas Holding A.S.: 74,3%
- Alliander Participaties B.V.: 25,4%
- Cogas Infra en Beheer B.V.: 0,3%

Het KEMA-terrein is omgedoopt tot bedrijvenpark Arnhems Buiten.
In het eerste halfjaar van 2014 verkocht Alliander het belang aan DNV. Alliander behaalde op deze transactie een boekwinst van € 45 miljoen.
In oktober 2019 maakte Det Norske Veritas de verkoop bekend van alle KEMA-activiteiten voor hoogvermogen- en hoogspanningstesten. Op 30 december 2019 is de eigendom van KEMA B.V. overgedragen van DNV GL aan CESI SpA. De overname omvat alle hoogspanningstesten, inspectie- en certificeringsactiviteiten die worden uitgevoerd in de KEMA-laboratoria in Arnhem en Praag. De transactie werd op 2 maart 2020 afgerond met de overname van het laboratorium in Chalfont (Verenigde Staten).

## Media
- Polygoonjournaal, 1976: "KEMA test elektrische apparaten"
- Polygoonjournaal, 1980: "KEMA onderzoekt allerlei elektrische artikelen"